# Ligne de Cravant - Bazarnes à Dracy-Saint-Loup
La ligne de Cravant - Bazarnes à Dracy-Saint-Loup est une ligne ferroviaire française qui relie la gare de Cravant - Bazarnes, dans le département de l'Yonne, à celle de Dracy-Saint-Loup, dans le département de Saône-et-Loire, en région Bourgogne-Franche-Comté.
Mise en service à partir de 1873 par la Compagnie des chemins de fer de Paris à Lyon et à la Méditerranée (PLM), la ligne, longue de 116 kilomètres, dessert la partie centrale du Morvan et notamment la commune de Saulieu.
Depuis 2015, la ligne est neutralisée entre Avallon et Dracy-Saint-Loup en raison du mauvais état de la voie. La section reliant Cravant - Bazarnes à Avallon est quant à elle toujours en service et ouverte à tout trafic.
Elle constitue la ligne no 755 000 du réseau ferré national.

## Historique

### Origine et ouverture
La section de Cravant - Bazarnes à Avallon ainsi que la section d'Avallon à Maison-Dieu (partie d'un itinéraire « d'Avallon à la ligne de Paris à Dijon ») sont concédées à titre éventuel à la Compagnie des chemins de fer de Paris à Lyon et à la Méditerranée (PLM) par une convention entre le ministre secrétaire d'État au département de l'Agriculture, du Commerce et des Travaux publics et la compagnie le 1er mai 1863. Cette convention est approuvée par un décret impérial du 11 juin 1863. Les sections de Cravant - Bazarnes à Avallon et d'Avallon à la ligne de Paris à Dijon sont déclarées d'utilité publique par un décret impérial du 2 septembre suivant, rendant ainsi leur concession définitive.
La section entre Maison-Dieu et Dracy-Saint-Loup est concédée au PLM par une convention entre le ministre des Travaux publics et la compagnie signée le 3 juillet 1875. Cette convention est approuvée à la même date par une loi qui déclare simultanément la ligne d'utilité publique.
La ligne est ouverte en trois étapes : la section de Cravant - Bazarnes à Avallon ouvre le 20 octobre 1873, la section d'Avallon à Maison-Dieu ouvre le 19 juin 1876, et la section de Maison-Dieu à Dracy-Saint-Loup ouvre le 23 août 1882.

### Déclin et fermeture partielle
Le projet du contrat de plan État - SNCF 1996-2000 mentionne trois liaisons en Bourgogne exclusivement empruntées par des TER et présentant un taux de couverture inférieur à 25 %, potentiellement destinées à être transférées sur route. 
Parmi elles se trouve la liaison d'Avallon à Autun : ayant comme principale vocation de relier la sous-préfecture de Saône-et-Loire à Paris, elle ne présente qu'un faible potentiel local, l'unique localité d'envergure desservie étant la commune de Saulieu (environ 2 600 habitants), qui n'est reliée au réseau ferroviaire par aucune autre ligne. 
À partir de 1981, la ligne souffre de la concurrence de la LGV Sud-Est : la ligne à grande vitesse, mise en service récemment, relie Paris à la gare du Creusot TGV (en moins de deux heures, un temps record à ce moment), où des autocars permettent de rejoindre Autun. 
À l'hiver 1994-1995, de nouvelles liaisons routières sont mises en place entre la gare de Montbard, desservie par le TGV, et les communes de Saulieu, Avallon et Semur-en-Auxois. À la même période, le service entre Autun et Avallon est réduit à un aller-retour par jour sans correspondance pour Paris. 
À la suite d'une protestation à l'échelle locale, le service est légèrement amélioré en 2000, mais les voyageurs désertent le train en raison du mauvais fonctionnement du système de renseignement horaire, qui invite systématiquement les voyageurs à emprunter le TGV.
Entre avril et juin 2010, la section reliant Cravant - Bazarnes à Avallon, qui connaît toujours un fort trafic, est modernisée dans le but d'améliorer la sécurité et ainsi la vitesse, jusqu'à 110 km/h. 
Le 11 décembre 2011, la liaison ferroviaire d'Autun à Avallon est supprimée, et les sections correspondantes sur les lignes d'Étang à Santenay et de Cravant - Bazarnes à Dracy-Saint-Loup sont fermées au service des voyageurs.  
Selon la région Bourgogne, cette fermeture aurait dû permettre de faciliter l'organisation du trafic fret. La ligne devait être reprise par un opérateur ferroviaire de proximité à partir de 2012 ; elle est restée inexploitée et de nombreux équipements comme les barrières de passage à niveau ont été déposés. 
La liaison d'Autun à Avallon a été entièrement neutralisée à partir de 2015. 

### Liaison routière
Un service d'autocars TER a été mis en place après la suppression de la liaison d'Autun à Avallon, mais ce service n'existe plus aujourd'hui. Désormais, une liaison routière directe d'Autun à Avallon est assurée par le réseau Mobigo (ligne régionale 123). 

### Voie verte
L'ensemble de la liaison d'Autun à Avallon fait l'objet d'un projet de voie verte. 
La section d'Autun à Dracy-Saint-Loup a déjà été goudronnée et est ouverte depuis l'été 2022. 

## Infrastructure

### Tracé
La ligne est à voie unique sur l'ensemble de son parcours, les croisements des trains s'effectuant dans les gares de Cravant - Bazarnes et de Sermizelles - Vézelay.  Le tracé est assez sinueux et il existe des déclivités de 15‰ sur de grandes longueurs de part et d'autre du point culminant à l'altitude 537 m, à proximité de la halte de Saint-Didier. La présence de courbes de faible rayon limite la vitesse des trains à 90 km/h jusqu'à Maison-Dieu et à 70 km/h (voire 50 km/h) au-delà.
À partir de Cravant - Bazarnes, la ligne remonte la vallée de la Cure, rivière franchie à quatre reprises, puis dessert Arcy-sur-Cure et Sermizelles - Vézelay à proximité du haut-lieu touristique de Vézelay. Elle pénètre alors dans la vallée du Cousin puis elle décrit un coude vers le nord jusqu'à Annay-la-Côte avant d'arriver à Avallon. Elle continue vers l'est jusqu'à Maison-Dieu, origine d'un ancien embranchement vers Les Laumes - Alésia, dont l'emprise est aujourd'hui réutilisée par l'autoroute A6 sur 4 kilomètres. Elle s'élève ensuite dans une région accidentée où les sommets atteignent 800 m, traverse la petite ville de Saulieu et descend ensuite vers Gare de Dracy-Saint-Loup dans la vallée de l'Arroux dans une région de bois et de prairies.

### Ouvrages d'art
Il n'existe qu'un seul tunnel, celui de Saint-Moré de 208 m de longueur qui permet de recouper un méandre de la Cure.
La ligne comporte plusieurs ponts de petite taille : un pont sur l'Yonne long de 66 m ; cinq ponts sur la Cure longs de 55 m à 84 m ; et un pont sur l'Arroux, long de 55 m.

Pont sur la Cure à Saint-Moré
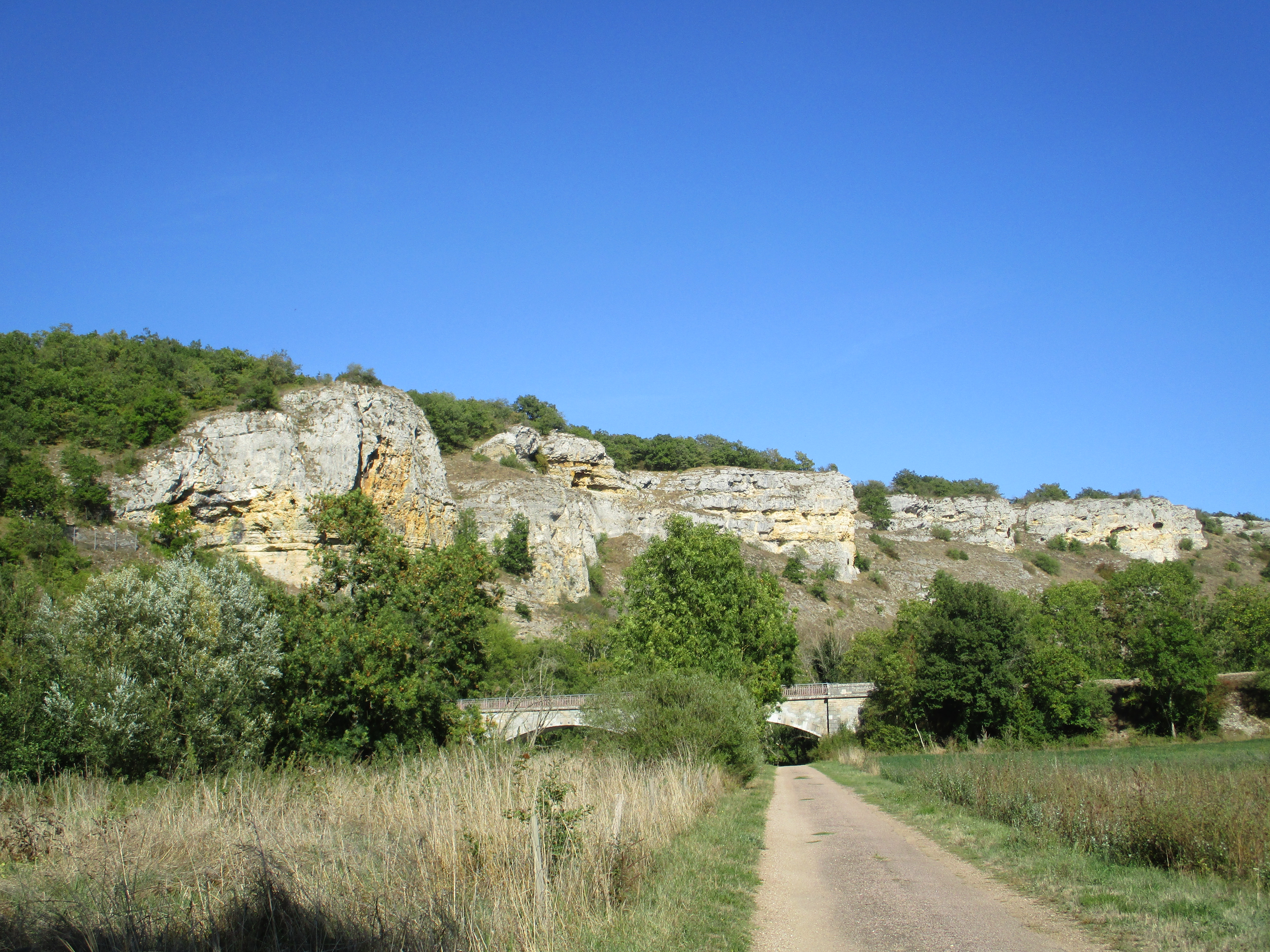
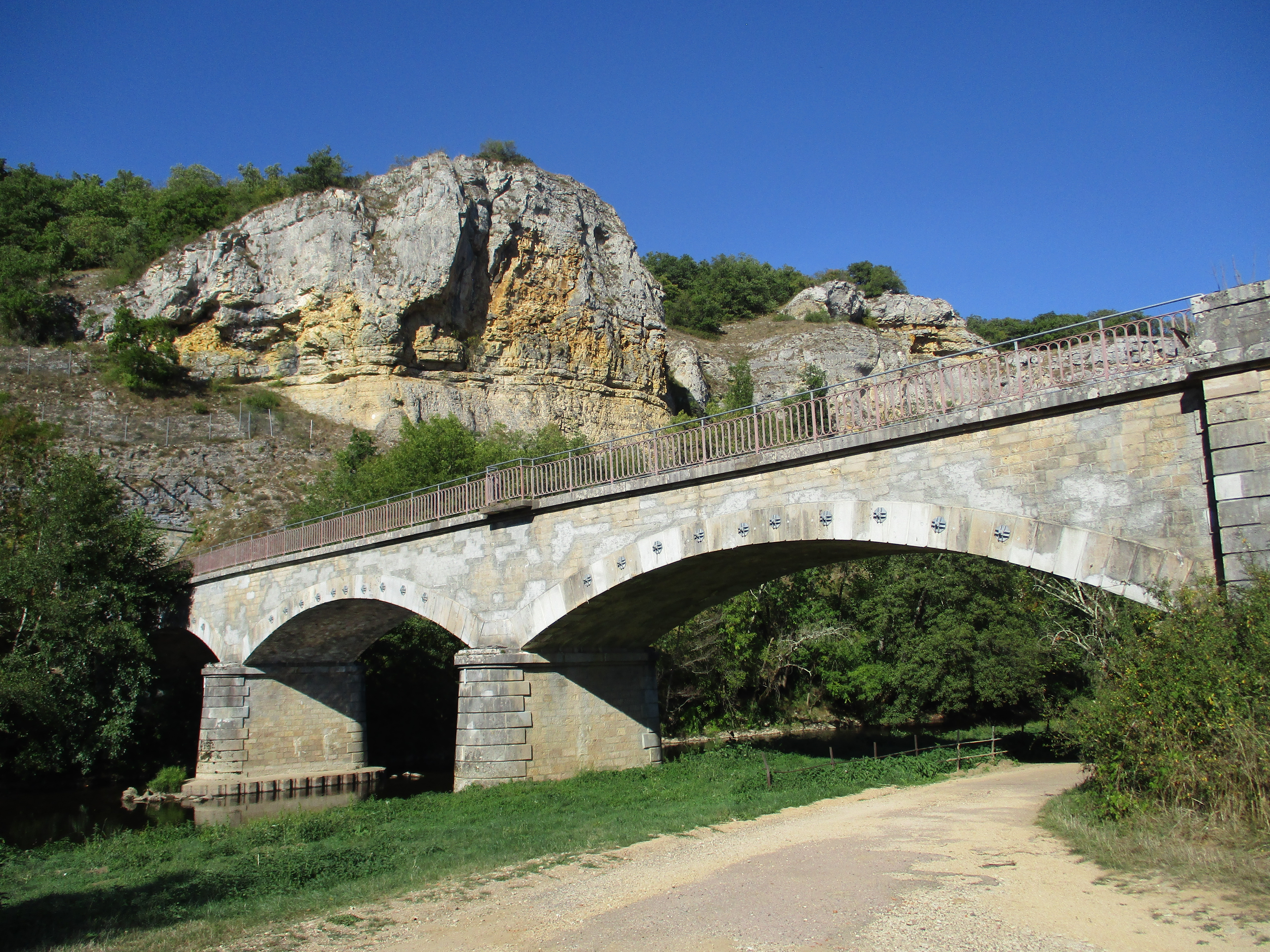
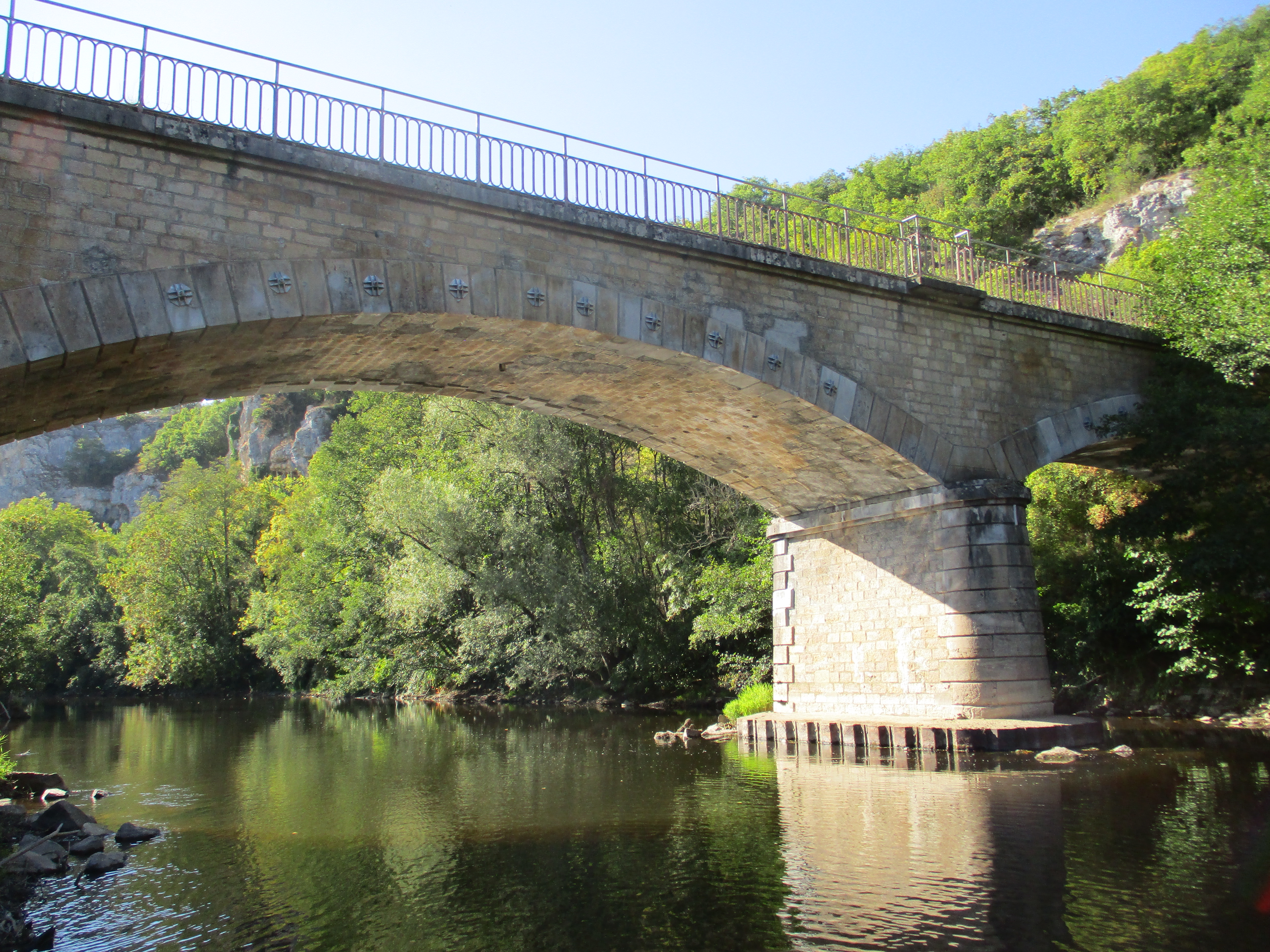

### Gares et haltes
Les gares sont de style PLM. Celle de Sincey-les-Rouvray a été classée à l'inventaire supplémentaire des monuments historiques en 1984.

## Exploitation
La section de Cravant - Bazarnes à Avallon est desservie par des trains TER Bourgogne-Franche-Comté des relations Paris-Bercy - Avallon et Laroche - Migennes, ou Paris-Bercy, et Avallon ou Clamecy.
La section d'Avallon à Dracy-Saint-Loup est inexploitée, un service de substitution par autocars TER se limite à la section Saulieu - Autun, comportant trois aller-retours du lundi au vendredi, deux allers simples le samedi et un aller simple les dimanches et fêtes. Le positionnement des circulations ne permet pas l'aller-retour dans la journée Autun - Saulieu. 
La section Saulieu - Avallon est également inexploitée, l'ensemble de la ligne faisant l'objet d'un projet de voie verte.
Un parcours de vélorail fonctionne sur la portion entre Cordesse - Igornay et Manlay (22 km A/R).